# Jaguar XF (X250)
La Jaguar XF (X250) è un'autovettura berlina di grandi dimensioni, prodotta dalla casa automobilistica britannica Jaguar dal 2008 al 2015.
Si tratta della prima generazione dell'omonima berlina.

## Il contesto

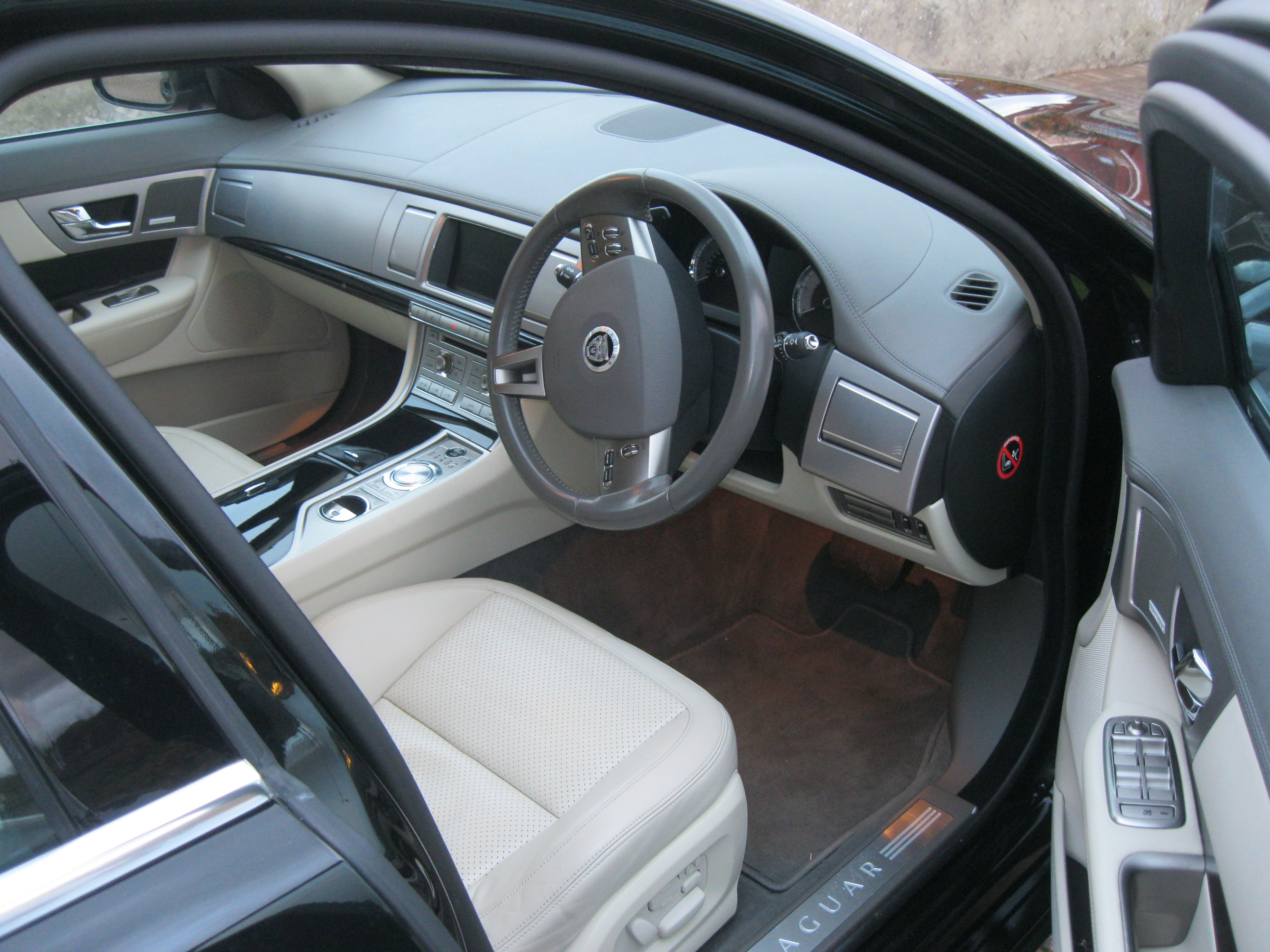
Interni

Viene svelata con la diffusione di alcune immagini e dati tecnici il 28 agosto 2007 e poi commercializzata a partire dal febbraio 2008. La XF è stata presentata ufficialmente al salone di Francoforte del 2007, venendo anticipata gennaio 2007 dalla concept C-XF presentata al North American International Auto Show.
Disegnata da Ian Callum, la XF riprende nella parte posteriore le linee della seconda generazione di XK, mentre la parte anteriore riprende il classico stile Jaguar come la griglia a nido d'ape e i fari anteriori che presentano una goccia. Nel complesso la nuova nata è abbastanza lontana dagli stilemi tradizionali del marchio. Si allontana dal classico anche negli interni. La tradizione viene invece rispettata nello schema meccanico: la XF, infatti, è una classica trazione posteriore con motore anteriore longitudinale.
La XF è stata sviluppata presso la sede Jaguar di Whitley a Coventry ed è stata costruita presso lo stabilimento di Castle Bromwich a Birmingham. Inizialmente, la XF era stata progettata per utilizzare una inedita piattaforma interamente in alluminio, ma a causa dei limiti di tempo e di costi di progettazione imposti dal consiglio di amministrazione di Jaguar al team di sviluppo, la X250 riutilizza la medesima piattaforma in acciaio Ford DEW98 della S-Type anche se pesantemente modificata. La sottostruttura di base della XF è stata ripresa dalla precedente S-Type, sebbene la carrozzeria sia stata allungata per soddisfare i requisiti di sicurezza in caso di incidente e per fornire ulteriore spazio per gli occupanti. Le sospensioni e i supporti degli stessi sono i medesimi utilizzati sulla coeva Jaguar XK (X150).
La carrozzeria della XF è stata sviluppata utilizzando la fluidodinamica computazionale (CFD) e successivamente testata nella galleria del vento. Ogni area, dalla carrozzeria esterna al sottoscocca è stata ottimizzata utilizzando questo processo. La coda più alta e squadrata è aerodinamicamente più efficiente di quella più bassa e arrotondata della S-Type, mentre la linea del tetto discendente e il bordo rialzato del cofano bagagli migliorano il flusso d'aria della parte posteriore dell'auto.
L'isolamento acustico e dalle vibrazioni è stato migliorato, con un sistema di scarico ottimizzato e una doppia paratia tra il vano motore e l'abitacolo.

## Evoluzione

### XFR

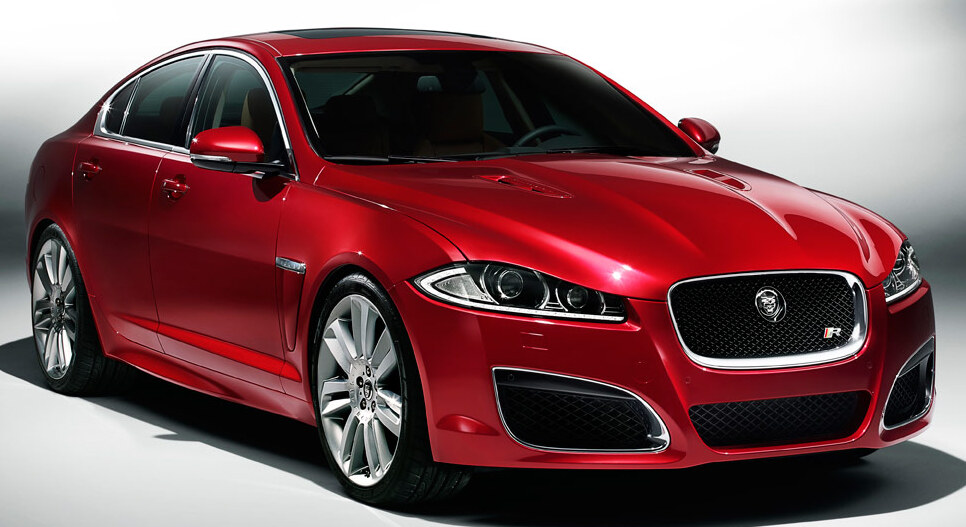
Una Jaguar XFR

Al salone automobilistico di Detroit del 2009 la Jaguar ha presentato la versione ad alte prestazioni della XF, denominata XFR. Meccanicamente essa è dotata di un propulsore AJ-V8 Mk III 5.0 da 510 CV. Esteticamente, è stato modificato il paraurti anteriore e sono stati aggiunti uno spoiler anteriore e cerchioni in lega da 20".

## Restyling 2011

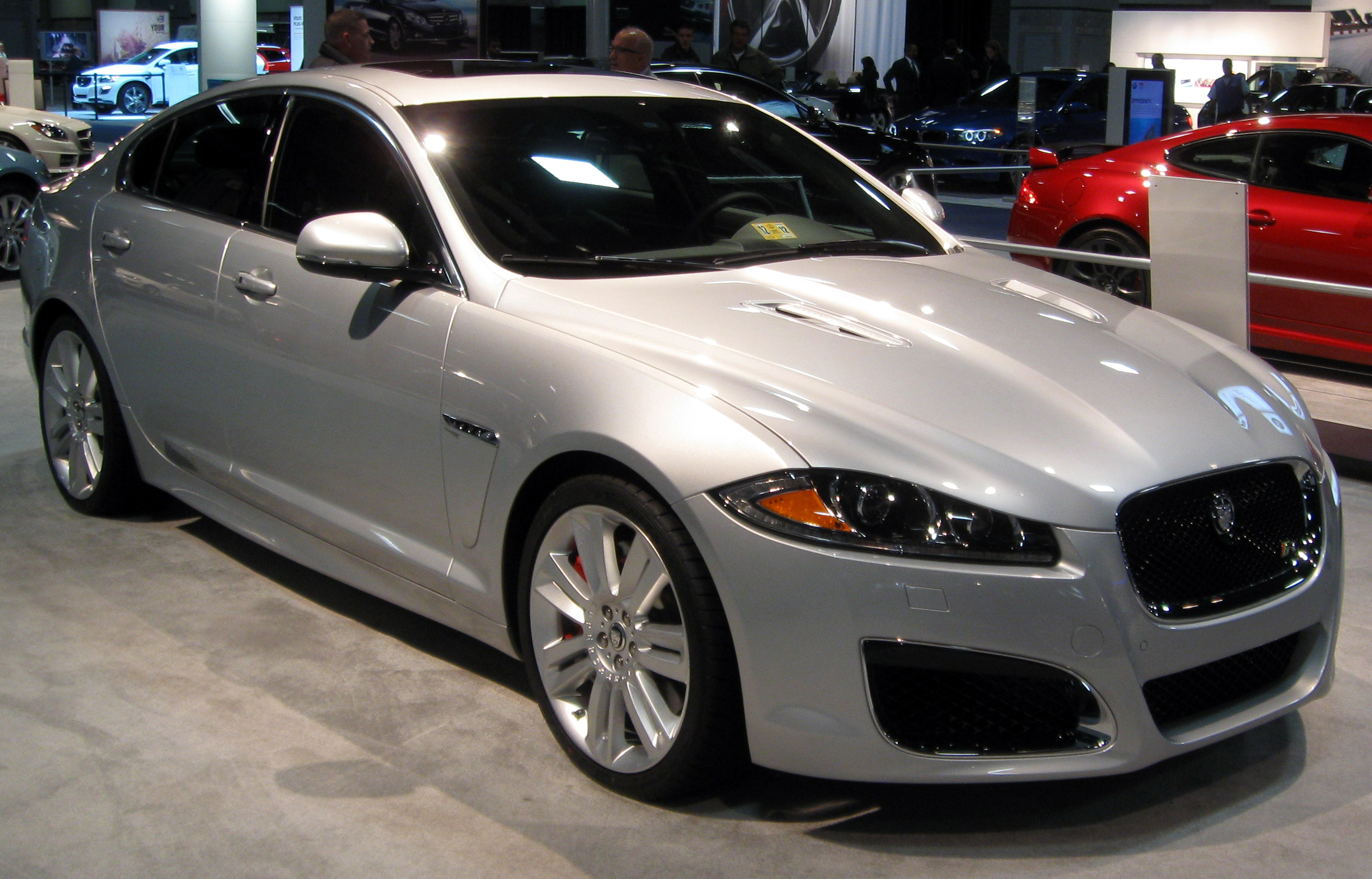
Un modello dopo il restyling del 2012

Nell'ottobre 2011 subisce un restyling denominato XF 2012, in onore del nuovo anno, con un nuovo design frontale, molto simile al prototipo C-XF presentato al Salone di Detroit del 2007 e con un nuovo motore, il 2.2D, che riduce i consumi grazie anche all'adozione dello stop&start.
Viene commercializzata in 5 motorizzazioni (2 a benzina e tre diesel), con architettura: motore 4 cilindri (2.200 Diesel) V6 (3.000 Diesel con due potenze) ed infine V8 (benzina con due potenze). I motori diesel sono di origine PSA. Gli allestimenti da febbraio 2013 sono tre e dispongono delle principali dotazioni di sicurezza.

### XF Sportbrake

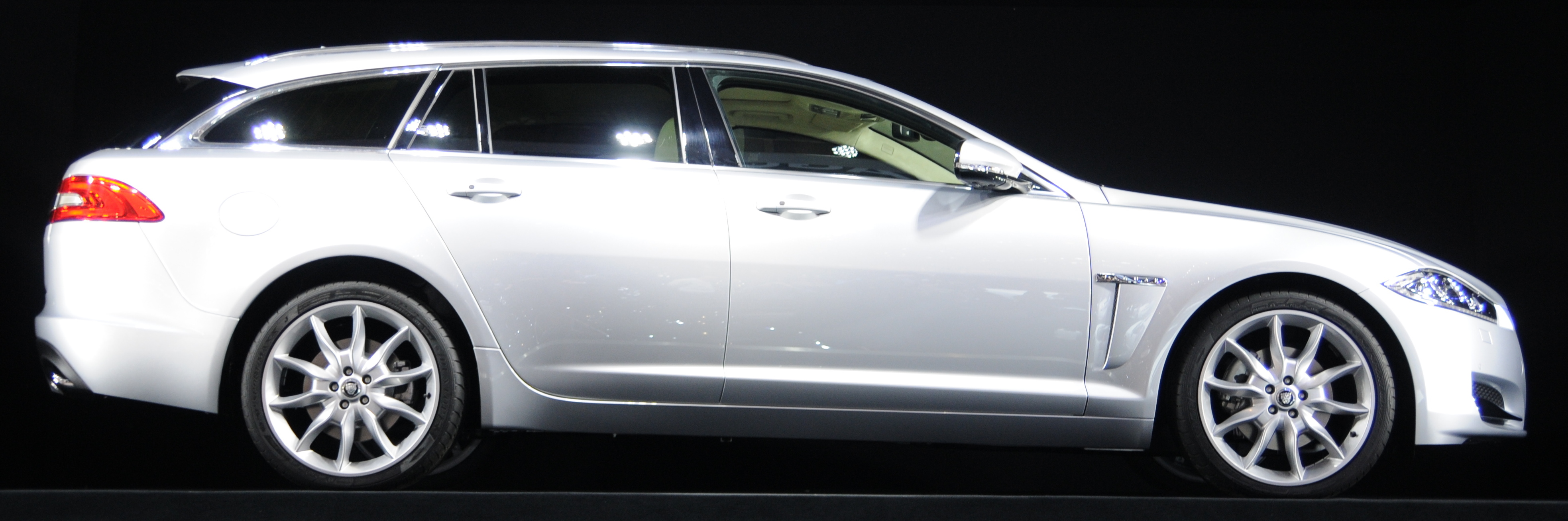
Versione Sportkbrake

Si tratta della versione Wagon della berlina XF 2012. È stata presentata al Salone dell'automobile di Ginevra dell'8 marzo 2012.

## Modelli speciali

### XFR-S
Presso il salone automobilistico di Los Angeles del 2012, la Jaguar ha presentato un modello potenziato della XFR, denominato XFR-S. Prodotto in soli 100 esemplari, questo mezzo è stato dotato di un propulsore V8 5.0 litri compresso da 550 CV e 680 Nm derivato dalla XKR-S. Tale motore permette alla vettura di accelerare da 0 a 100 km/h in 4,6 secondi, con una punta massima di 300 km/h limitata elettronicamente. 

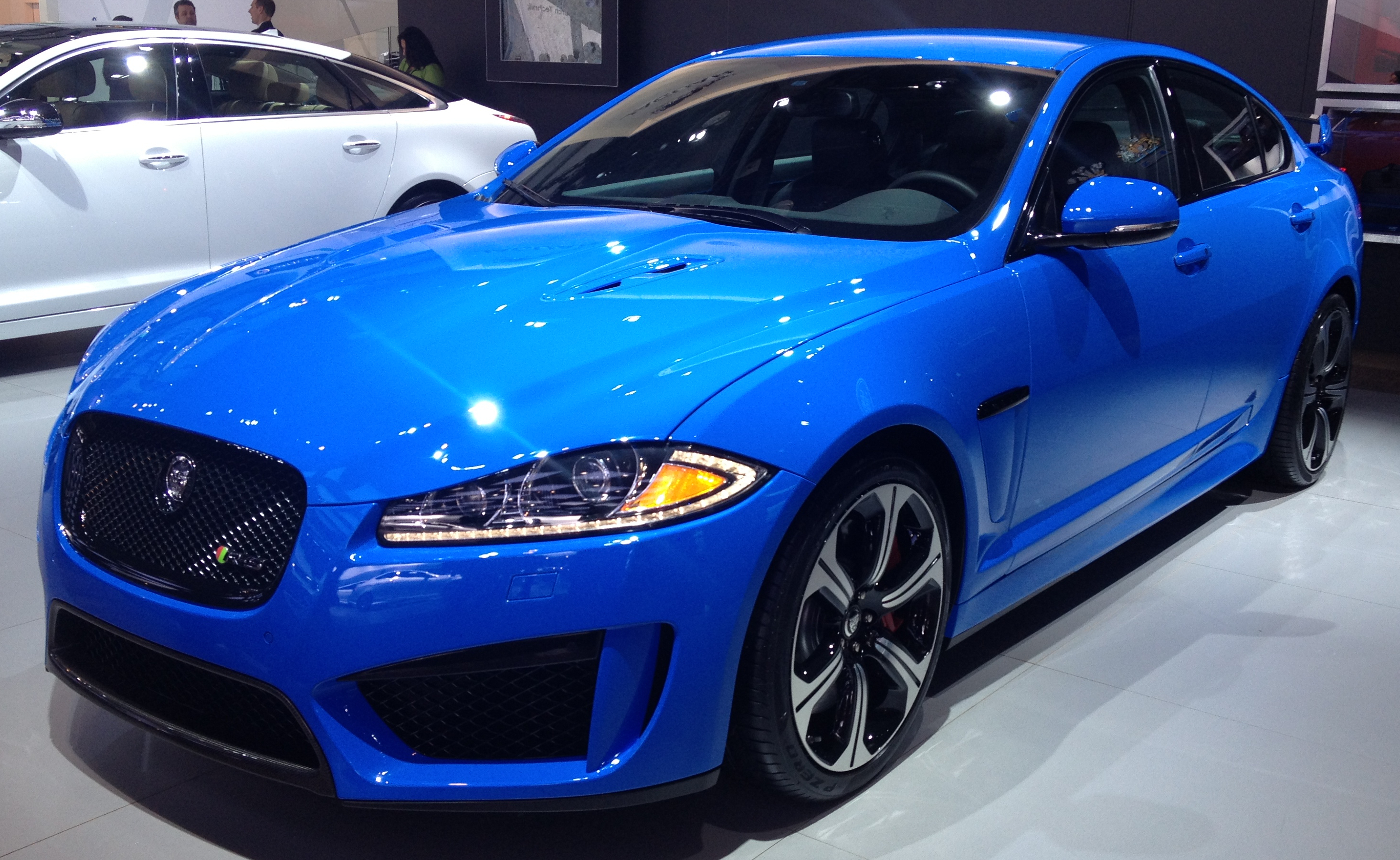
La XFR-S

La maneggevolezza è stata perfezionata con l'introduzione di un differenziale attivo elettronico e di un sistema di controllo di stabilità dinamico. Anche il design è stato rimaneggiato grazie all'inserimento di prese d'aria maggiorate, splitter anteriore in fibra di carbonio, passaruota allargati, diffusore posteriore in fibra di carbonio, alettone e cerchi forgiati Varuna da 20'.

### Record
Nel novembre del 2008, la Jaguar, con la collaborazione dell'azienda Rocketsports, realizzò una versione speciale della XFR da schierare sul tracciato di Bonneville. Il mezzo era equipaggiato con un propulsore AJ -V8 Mk III a cui era stata rimappata la centralina elettronica e abbinato un nuovo impianto di scarico. Fatta eccezione per questo, gli unici altri elementi modificati della XFR erano i sistemi di sicurezza interni e le componenti aerodinamiche esterne. Tale vettura, pilotata dallo statunitense Paul Gentilozzi, raggiunse la velocità massima di 363 km/h, divenendo in questo modo la Jaguar più veloce mai prodotta, battendo la Jaguar XJ220.

## Attività sportiva
La XF, dotata di un nuovo body kit aerodinamico, di nuovi impianti di sicurezza e di un nuovo propulsore 3.5 V6, ha preso parte nel 2010 al campionato belga BTCS.

## Motorizzazioni
| Jaguar XF              |                  |         |                  |                   |                     |                      |                      |                     |                      |
| Modello                | Disponibilità    | Motore  | Cilindrata (cm³) | Potenza           | Coppia Massima (Nm) | Emissioni CO2 (g/km) | 0–100 km/h (secondi) | Velocità max (km/h) | Consumo medio (km/l) |
| 2.0 T aut.             | da febbraio 2013 | Benzina | 1999             | 177 kW ( 241 CV ) | 340                 | 207                  | 7.9                  | 241                 | 13.0                 |
| 5.0 V8 aut.            | dal 2009         | Benzina | 4999             | 283 kW (385 CV)   | 515                 | 292                  | 5.7                  | 250                 | 9.0                  |
| 3.0 V6 aut.            | da febbraio 2013 | Benzina | 2995             | 250 kW ( 340 CV ) | 450                 | 224                  | 5.9                  | 250                 | 9.0                  |
| 5.0 R S/C aut.         | dal 2009         | Benzina | 4999             | 375 kW (510 CV)   | 625                 | 292                  | 4.9                  | 250                 | 8.0                  |
| 2.2 D aut.             | da ottobre 2013  | Diesel  | 2179             | 119 kW (163 CV)   | 400                 | 129                  | 10.5                 | 209                 | 18.5                 |
| 2.2 D aut.             | da ottobre 2011  | Diesel  | 2179             | 140 kW (190 CV)   | 450                 | 149                  | 8.5                  | 225                 | 18.5                 |
| 3.0 D V6 aut. biturbo  | dal 2009         | Diesel  | 2993             | 177 kW (240 CV)   | 500                 | 169                  | 7.1                  | 240                 | 15.9                 |
| 3.0 DS V6 aut. biturbo | dal 2009         | Diesel  | 2993             | 202 kW (275 CV)   | 600                 | 169                  | 6.4                  | 250                 | 15.9                 |
| 2.7 D V6 aut. biturbo  | dal 2008 al 2009 | Diesel  | 2720             | 152 kW (207 CV)   | 435                 |                      |                      |                     |                      |